# Montanhas Voljaberde
As montanhas Voljaberde (em armênio: Ողջաբերդի լեռներ; romaniz.: Vołjaberdi leṙner) são uma cadeia montanhosa da província de Cotaique, na Armênia, no braço sudoeste das montanhas Guelama entre os rios Jerveje e Muxalbiur. Tem 12 quilômetros de comprimento e altitude máxima de 2 200 metros.

## Geologia e geomorfologia
As montanhas Voljaberde são compostas por camadas dobradas de arenito e rochas vulcanoclásticas, que são cobertas por lavas. Têm forma de mesa de erosão-denoldação, com estrutura fragmentada, superfície acidentada e ondulada na parte superior e superfície parcialmente plana. As encostas norte e sudoeste são íngremes, cortadas por vales secos e ravinas. Deslizamentos de terra e lama são comuns. As encostas do norte são suavemente inclinadas, descendo gradualmente e se fundindo com o planalto de Cotaique. Estepes montanhosas secas estão espalhadas nas encostas, e estepes montanhosas são encontradas na parte superior. É usado como pasto, campo de feno e terra arável.